# Departamento de Trancas
Departamento de Trancas är en kommun i Argentina.   Den ligger i provinsen Tucumán, i den norra delen av landet, 1 100 km nordväst om huvudstaden Buenos Aires. Antalet invånare är 17 541. Arean är 2 862 kvadratkilometer.
Terrängen i Departamento de Trancas är bergig västerut, men österut är den kuperad.
I omgivningarna runt Departamento de Trancas växer i huvudsak lövfällande lövskog. Runt Departamento de Trancas är det mycket glesbefolkat, med 5 invånare per kvadratkilometer.